# Мизеряне
Мизеряне — село в Старошайговском районе. Входит в Новоакшинское сельское поселение. Население 76 чел. (2001), в основном русские.
Расположено на левом берегу речки Шалмы, в 16 км от районного центра и 30 км от железнодорожной станции Хованщина. Название-характеристика: от м. мазы «красивый; удобный» и нярь «мыс». В актовом документе (1680) сообщается, что темниковскому служилому татарину С. Еникееву были выделены в «Саранском уезде в деревне Мезирянах пашня и сенные покосы и крестьяне и бобыли»; в 1751 г. помещик В. Ф. Пушкин купил д. Мизеряне. В «Списке населённых мест Пензенской губернии» (1869) Мизеряне — деревня владельческая из 49 дворов (492 чел.) Инсарского уезда. В первой половине 20 века село имение Сидорина. В начале 1930-х гг. был образован колхоз «12 лет Октября» (800 чел.); в селе — начальная школа (120 учащихся), кооперативный магазин, изба-читальня, МТФ, овцеводческая и свиноводческая фермы, конный двор, 2 мельницы, тракторная и полеводческая бригады (выращивали махорку). В 1960-е гг. колхоз присоединили к Новотроицкой МТС, позднее — к совхозу им. Н. П. Огарёва, с конца 1990-х гг. — СХА. В современной инфраструктуре села — начальная школа, библиотека, клуб, магазин, отделение связи, медпункт; памятник воинам, погибшим в годы Великой Отечественной войны.

## Источник
- Энциклопедия Мордовия, А. П. Кочеваткина.